# Shigeru Yoshida
Shigeru Yoshida (Japans: 吉田 茂, Yoshida Shigeru) (Tokio, 22 september 1878 - Tokio, 20 oktober 1967) was minister-president van Japan juist na de Tweede Wereldoorlog, toen Japan bezet werd door de Verenigde Staten. Na de Tweede Wereldoorlog was Japan geruïneerd, maar er waren twee mannen die Japan er weer bovenop hielpen. Dit waren Yoshida Shigeru en generaal Douglas MacArthur, de hoogste gezagvoerder van de geallieerden.
Yoshida was waarschijnlijk de meest invloedrijke minister van de 20e eeuw. Hij was in zijn politieke loopbaan voorstander van Amerikanen en Britten.
Tijdens zijn premierschap (1946-1947 en 1948-1954) bedacht Yoshida een drie-punten beleid, ook wel de Yoshida-doctrine genoemd. Zijn partij, genaamd de LDP ( liberale democratische partij: gestart in 1946) regeerde in Japan voor bijna 50 jaar. Zelfs vijf mensen van zijn personeel werden eerste minister namelijk Ikeda, Satō, Tanaka, Ohira en Miyazawa.

## Biografie
Yoshida Shigeru werd geboren op 22 september 1878 enkele kilometers ten zuiden van Tokio in een Tosa samurai familie. Zijn vader was een politicus en zijn moeder een onbekende geisha. Yoshida's vader had voor zijn geboorte beloofd aan zijn vrienden, Yoshida Kenzo en zijn vrouw Kotoko, dat ze hem mochten adopteren omdat hij toch al vier zonen had. Na zijn adoptie had Yoshida bijna geen contact meer met zijn natuurlijke familie.
Yoshida's adoptievader was een succesvol en welvarend man. Hij had immers gestudeerd in Engeland en bezat een eigen scheepvaartsbedrijf dat zijde exporteerde en wapens importeerde. Met het fortuin dat hij daarmee verdiende kocht hij een landgoed in Oiso.
Toen Yoshida negen jaar was, stierf zijn adoptievader waardoor hij een groot fortuin erfde. Hij bleef alleen met zijn adoptiemoeder achter, die streng en hooghartig was. Deze karaktertrekken waren later bij Yoshida te zien, maar hij had ook een gevoel voor humor.
Hij huwde in juni 1909 met Makino Yukiko, de dochter van de graaf Makino Nobuaki. Deze man was de tweede zoon van Toshimichi Ôkubo (de staatsman van Satsuma en Meiji Japan). Yokiko werd uitgehuwelijkt aan Yoshida. Ze kregen samen twee zonen en twee dochters. Hoewel Yoshida ontrouw was, hij ging namelijk vreemd met verschillende geisha's, maakte zijn schoonvader zich daar niet druk in. Ze waren zelfs goede vrienden.
Yoshida's echtgenote stierf in 1941 aan keelkanker, ze werd 53 jaar. Een paar jaar later werd de geisha Korin zijn tweede vrouw.
In 1954 nam Yoshida ontslag als eerste minister en ging met pensioen. Hij publiceerde in '58 nog zijn memoires, maar daarna hoorde men niet zoveel meer van hem. Op 20 oktober 1967, op 89-jarige leeftijd, stierf hij aan een ontsteking van de galblaas. Zijn begrafenis op 31 oktober 1967 werd getoond op de televisie. Dit was de eerste staatsbegrafenis van Japan op de televisie sinds de Tweede Wereldoorlog. Hij werd begraven op het Aoyama-kerkhof (青山霊園, Aoyama reien) in Minato.

## Studies
Nadat Yoshida verschillende keren van school was veranderd, vond hij in 1897 toch een goede school, de Gakushuin school. Hij studeerde er kalligrafie, Chinese klassieken, Engels, Engelse literatuur en economie. Yoshida was ook geïnteresseerd in de geschiedenis van Japan. Hij had immers veel respect voor keizer Meiji en zijn ministers.
Hij studeerde voor twee jaar in een hoge school voor diplomaten, maar schakelde in 1905 over naar de universiteit van Tokio.
In 1906 studeerde hij daar af in rechten en slaagde ook nog voor zijn examen buitenlandse dienst.

## Politieke loopbaan

### Zijn carrière
Yoshida begon zijn carrière al vroeg, namelijk net nadat hij afgestudeerd was. Hij begon voor Japanse consulaten in Mantsjoerije, Londen en Rome te werken. Hij was ook consul in Antung (China) tussen 1912 en 1916. Hij hielp daar Japanse bedrijven hout uit Mantsjoerije te ontginnen, ook berechtte hij er burgerlijke geschillen tussen Koreanen.
Na de Eerste Wereldoorlog maakte hij (samen met zijn schoonvader) deel uit van de Japanse delegatie tijdens het vredesverdrag van Versailles. Hij bleef daarna nog twee jaar in Londen voor de Japanse ambassade werken. Yoshida was immers gefascineerd door de macht van het Verenigd Koninkrijk en wilde zich nog verder verdiepen in de Engelse taal.
Yoshida ging in 1922 terug naar China waar hij consul generaal werd, eerst in Tianjin en daarna in Mukden. Hij beschermde Japanse firma's tegen nieuwe belastingen, stakingen of boycots.
In 1928 werd hij viceminister van buitenlandse zaken. Drie jaar later werd hij dan ook nog ambassadeur in Italië, daar verdedigde hij de annexatie van Mantsjoerije in 1931. Hij voelde zich daar nutteloos en nam in 1932 ontslag.
Onder Hirōta Kōki, de minister van buitenlandse zaken, maakte hij verschillende zakenreizen. Hij bezocht in die periode verschillende keren de VS. In 1936 wilde de eerste minister Hirōta (die ondertussen gepromoveerd werd) dat Yoshida zijn ambt als minister van buitenlandse zaken overnam, maar het leger vond hem te prowesters. Dus werd hij in de plaats ambassadeur van het Verenigd Koninkrijk. Dit was een zeer moeilijke job voor hem. Want het Verenigd Koninkrijk werd vijandig tegenover Japan omdat de Japanners in november 1936 het anti-comintern pact met Italië en Duitsland had getekend. Yoshida wilde bewijzen dat het Verenigd Koninkrijk en Amerika grote economische machten waren. Volgens hem kon Duitsland de oorlog niet winnen omdat het een te klein land was en geen economische macht was.
Yoshida had een plan gemaakt. Het Verenigd Koninkrijk moest de Japanse annexatie van Mantsjoerije herkennen en in ruil zou Japan de Britse handelsinteresse in China steunen. Met dit plan kon de oorlog in Azië vermeden worden en probeerde hij het Japanse keizerrijk te behouden. De Britten gingen wel akkoord met zijn plan, maar ze hadden hun handen vol met Duitsland en daarbovenop kreeg Yoshida de steun niet van de Japanse regering. In juli 1937 werd China binnengevallen door het Japanse leger. Nadat zijn plan mislukt was ging hij terug naar Tokio en beëindigde in 1939 zijn carrière als minister van buitenlandse zaken.
Tōjō Hideki, de persoon die Yoshida haatte, kwam in 1941 aan de macht. Deze man verklaarde in november '41 de oorlog aan de VS, Verenigd Koninkrijk en Nederland omdat deze landen weigerden nog olie aan Japan te verkopen. Yoshida raadde de minister van buitenlandse zaken Tōgō Shigenōri af om oorlog te verklaren aan de VS, maar op 6 december 1941 bombardeerden de Japanners Pearl Harbor.
Yoshida schreef in februari '45 een brief naar keizer Hirohito waarin hij hem aanraadde zich over te geven aan de VS. De militaire politie had echter spionnen in Yoshida's huis, die konden een kopie van deze brief bemachtigen waardoor Yoshida gearresteerd werd en zeventig dagen in de gevangenis moest blijven.
Na de oorlog werd in Japan een groot aantal mensen ontslagen in de culturele wereld. Yoshida was een van de weinigen die hieraan bespaard bleef. In september '45 werd Yoshida dan ook de 45ste eerste minister van Japan, hij moest de bevelen van generaal Douglas MacArthur helpen uitvoeren. Amerika had drie prioriteiten voor Japan: de eerste was dat de zeven miljoen soldaten hun wapens zouden neerleggen, de tweede was de democratisering van Japan en de derde decentralisatie van macht en bezit.
Douglas MacArthur besloot ook om samen met zijn personeel de nieuwe grondwet van Japan te schrijven. Yoshida was niet zo zeker over deze grondwet, de keizer ging echter wel akkoord, dus nam hij het ook aan.
In februari 1949 besloot president Harry Truman de bankier Joseph Dodge te sturen naar Tokio, omdat Japan te veel begon te kosten voor de Amerikanen. Dodge moest de Japanse inflatie beëindigen en het economische herstel beginnen. Hij hielp het Japanse budget balanceren voor de eerste keer sinds de jaren 30. De inflatie stopte maar veel kleine firma's gingen failliet. Toch steunde Yoshida het plan van Dodge (=Dodge Line).
In juni 1950 begon de Koreaanse Oorlog. De VS begon verschillende oorlogsproducten aan te kopen in Japan, waardoor de Japanse export verdriedubbelde. De Koreaanse Oorlog werd door Yoshida dan ook een geschenk van de goden genoemd.
De economie van Japan ging zeer goed, maar één taak resteerde Yoshida nog, namelijk de Amerikaanse bezetting tenietdoen. Hij streefde naar onafhankelijkheid, dit trachtte hij te doen door de Amerikanen als bondgenoot te behouden. John Foster Dulles werd gestuurd door de VS om over een vredesverdrag te onderhandelen. Dulles wilde dat Japan opnieuw een leger zou opbouwen, maar Yoshida was hiertegen. Hij vond economie belangrijker dan een leger. MacArthur was ook gekant tegen de idee van Dulles en richtte in 1950 een nationale reserve politie (geen leger) in Japan op van zo'n 75 000 man.
Hatoyama Ichiro richtte in '54 een anti-Yoshida 'democratische' partij op. Samen met de socialisten werd op 6 december 1954 een motie van geen vertrouwen ingediend. De dag erna nam Yoshida ontslag en Hatoyama werd eerste minister.

### Yoshida-doctrine
De Yoshida-doctrine was het naoorlogse beleid van Yoshida Shigeru, het behandelde de Japanse herbewapening. Artikel 9 van de Japanse Grondwet (grondlegger hiervan was generaal Douglas MacArthur) was hierbij belangrijk, want het verbood Japan om zijn militaire troepen te behouden.
Bij het uitbreken van de Koreaanse Oorlog in 1950 en de groeiende spanningen tijdens de Koude Oorlog tussen de Verenigde Staten en China/Sovjet-Unie, begon de Verenigde Staten de Japanse regering te dwingen om zich te herbewapenen. Dit was in tegenstelling tot artikel 9.
Yoshida voelde dat de Japanners niet zo gesteld waren op de herbewapening en zag ook dat ze heel trots waren op hun vredesgrondwet, dus ging hij niet in op de Amerikaanse eisen. Hij zei dat Japan het zich niet kon veroorloven om zijn schaarse middelen te verspillen om de eigen militaire macht op te bouwen. In de plaats daarvan moest Japan, volgens Yoshida, zich concentreren om de eigen economie te verbeteren zodat het een pronkstuk zou worden voor het Westerse kapitalisme en de democratie in Azië.
De Yoshida-doctrine benadrukte dat Japan zich zou focussen op de economische groei en dat het steunde op de Verenigde Staten voor zijn veiligheid.

### Vredesverdrag van San Francisco
Op 8 september 1951 kwamen 48 naties bij elkaar om in San Francisco het vredesverdrag met Japan te tekenen (daarna tekende Yoshida ook nog een veiligheidsverdrag met de Verenigde Staten). Dit verdrag maakte een einde aan de Amerikaanse bezetting in 1952. Twee grote landen tekenden het verdrag niet en dat waren de Sovjet-Unie en de Volksrepubliek China.
Yoshida was echter van plan om diplomatische relaties met China te beginnen, maar de Amerikaanse senatoren dreigden tegen de bekrachtiging van het verdrag te stemmen. In dit geval zou de Amerikaanse bezetting gewoon verder gezet worden, tenzij Yoshida in de plaats de Nationale Chinese regering van Taiwan zou erkennen. Dit deed Yoshida dan ook zodat de handel met China niet zou doorgaan tot de jaren 70.
Het vredesverdrag ging van kracht op 28 april 1952. Op het moment dat Japan eindelijk onafhankelijk werd, veranderde de Japanse regering enkele Amerikaanse beleidsvormen. Dit hield in: het uit elkaar vallen van de grote bedrijven, het hervormen van het onderwijs, het versterken van de wet en de financiering van de regering. De meest belangrijke hervormingen van de bezetting bleven wel behouden.

## Kabinet
Hier volgt een overzicht van de gebeurtenissen tijdens Yoshida's kabinetten. Er waren vijf kabinetten:
- Eerste kabinet: april 1946- mei 1947

-Yoshida en de Amerikaanse bezetting: landelijke en wettelijke hervormingen
-De conservatieve overwinning van Yoshida: de verkiezingswet werd herzien om de linkse partijen te verzwakken
- Yoshida had geen macht tussen mei 1947 en oktober 1948

-Katayama Tetsu: mei 1947 - februari 1948
-Ashida Hitoshi: februari 1948 - oktober 1948
- Tweede kabinet: oktober 1948 - januari 1949

- Hij kwam aan de macht met zijn liberale democratische partij
- Derde kabinet: februari 1949 - oktober 1952

- ondertekening San Francisco vredesverdrag en veiligheidsverdrag tussen Japan en VS
- juli 1950: Nationale reserve politie
- Vierde kabinet: okt 1952
- Vijfde kabinet: mei 1953 - december 1954

-Tijdens dit kabinet was een economische groei zichtbaar dankzij de Yoshida doctrine en de Koreaanse Oorlog.

## Impact
Iedereen bekritiseerde Yoshida, men noemde hem een lakei van Amerika, maar hij heeft Japan juist de weg naar rijkdom en macht getoond. Die weg werd bereikt volgens Yoshida door bondgenoot te worden met het rijkste en machtigste land ter wereld.Terwijl andere landen zich enkel concentreerden op het uitbouwen van grote legers, hield Japan zich vooral bezig met marktaandelen.
Yoshida was misschien een ouderwetse man en had liever meer macht voor zijn eigen klasse dan een beter leven voor de arbeiders, maar door zijn aandeel is het Japanse volk nu een van de meest welvarende en machtigste volkeren op aarde.